# Equipe ucraniana na Copa Billie Jean King
A equipe ucraniana na Copa Billie Jean King representa a Ucrânia na Copa Billie Jean King, principal competição de tênis feminina por equipes do mundo. É administrada pela Ukrainian Tennis Federation.

## História
A Ucrânia competiu pela primeira vez em 1993. Seu melhor resultado foi chegar ao Grupo Mundial, pela Fed Cup de 2010.

## Última convocação
Para o qualificatório de 2023, em abril:
- Marta Kostyuk
- Dayana Yastremska
- Katarina Zavatska
- Lyudmyla Kichenok